# カール・ウォルター・リンデンローブ
カール・ウォルター・リンデンローブ（Karl Walter Lindenlaub, 1957年6月19日 - ）は、ドイツ出身の撮影監督。アメリカ撮影監督組合とドイツ撮影監督協会の会員である。

## 主なフィルモグラフィ
- ゴースト・チェイス Hollywood-Monster (1988)
- MOON44 Moon 44 (1990)
- アイ・オブ・ザ・ストーム Eye of the Storm (1991)
- ユニバーサル・ソルジャー Universal Soldier (1992)
- CB4 CB4 (1993)
- スターゲイト Stargate (1994)
- ネイティブ・ハート Last of the Dogmen (1995)
- ロブ・ロイ/ロマンに生きた男 Rob Roy (1995)
- インデペンデンス・デイ Independence Day (1996)
- アンカーウーマン Up Close & Personal (1996)
- 北京のふたり Red Corner (1997)
- ジャッカル The Jackal (1997)
- ホーンティング The Haunting (1999)
- イズント・シー・グレート Isn't She Great (2000)
- プリティ・プリンセス The Princess Diaries (2001)
- ジュエルに気をつけろ! One Night at McCool's (2001)
- バンガー・シスターズ The Banger Sisters (2002)
- メイド・イン・マンハッタン Maid in Manhattan (2002)
- 容疑者 City by the Sea (2002)
- ゲス・フー/招かれざる恋人 Guess Who (2005)
- きいてほしいの、あたしのこと ウィン・ディキシーのいた夏 Because of Winn-Dixie (2005)
- ブラックブック Zwartboek (2006)
- 幸せのルールはママが教えてくれた Georgia Rule (2007)
- ナルニア国物語/第2章:カスピアン王子の角笛 The Chronicles of Narnia: Prince Caspian (2008)
- ニンジャ・アサシン Ninja Assassin (2009)
- アンダーワールド ブラッド・ウォーズ Underworld: Blood Wars (2016)
- メン・イン・キャット Nine Lives (2016)
- リヴォルト Revolt (2017)
- ジョン・デロリアン Driven (2018)
- ザ・ボーイ 〜残虐人形遊戯〜 Brahms: The Boy II (2020)